# Lijst van Stolpersteine in Vijfheerenlanden

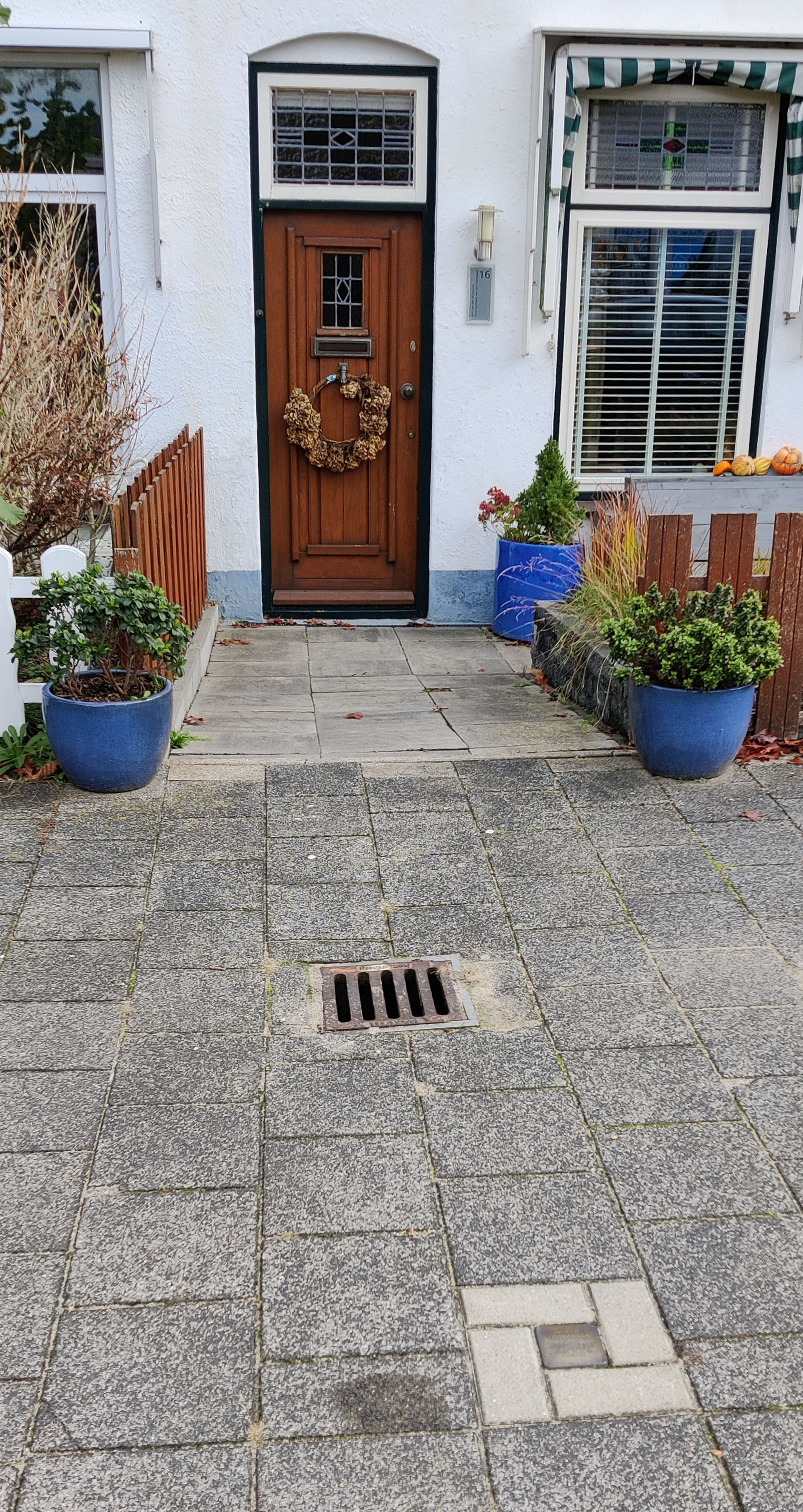
Stolpersteine in Leerdam voor Rebecca Blok

De lijst van Stolpersteine in Vijfheerenlanden geeft een overzicht van de gedenkstenen die in de gemeente Vijfheerenlanden in de Nederlandse provincie Utrecht zijn geplaatst in het kader van het Stolpersteine-project van de Duitse beeldhouwer-kunstenaar Gunter Demnig.
Stolpersteine zijn opgedragen aan slachtoffers van het nationaalsocialisme, al diegenen die zijn vervolgd, gedeporteerd, vermoord, gedwongen te emigreren of tot zelfmoord gedreven door het nazi-regime. Demnig legt voor elk slachtoffer een aparte steen, meestal voor de laatste zelfgekozen woning.
Omdat het Stolpersteine-project doorloopt, kan deze lijst onvolledig zijn.

## Stolpersteine
In de gemeente Vijfheerenlanden liggen zes Stolpersteine: twee in Ameide, twee in Leerdam en twee in Vianen.

### Ameide
In Ameide liggen twee Stolpersteine op een adres.
| Afbeelding | Inscriptie                                                                                         | Adres                    | Herdachte persoon            |
| ---------- | -------------------------------------------------------------------------------------------------- | ------------------------ | ---------------------------- |
|            | HIER WOONDE JACOB MEIJER GEB. 1859 GEDEPORTEERD 1943 UIT WESTERBORK VERMOORD 14-5-1943 SOBIBOR     | Voorstraat 2 Kaart (OSM) | Jacob Meijer (1859-1943)     |
|            | HIER WOONDE ANNA MEIJER-WOLF GEB. 1869 GEDEPORTEERD 1943 UIT WESTERBORK VERMOORD 14-5-1943 SOBIBOR | Voorstraat 2 Kaart (OSM) | Anna Meijer-Wolf (1869-1943) |

### Leerdam
In Leerdam liggen twee Stolpersteine op twee adressen.
| Afbeelding | Inscriptie                                                                                               | Adres                                                               | Herdachte persoon              |
| ---------- | --- | ------------------------------------------------------------------- | ------------------------------ |
|            | HIER WOONDE REBECCA BLOK GEB. 1876 GEDEPORTEERD 1942 UIT WESTERBORK VERMOORD 27.11.1942 AUSCHWITZ        | Oranje Nassaulaan 16 Kaart (OSM)                                    | Rebecca Blok (1876-1942)       |
|            | HIER WOONDE JANSJE BLOK- MEIJER GEB. 1881 GEDEPORTEERD 1942 UIT WESTERBORK VERMOORD 27.11.1942 AUSCHWITZ | naast Jeekelstraat 29 (voorheen Dr. A. Kuyperstraat 19) Kaart (OSM) | Jansje Blok-Meijer (1881-1942) |

### Vianen
In Vianen liggen twee Stolpersteine op een adres.
| Afbeelding | Inscriptie                                                                                                | Adres                    | Herdachte persoon                    |
| ---------- | --- | ------------------------ | ------------------------------------ |
|            | HIER WOONDE MOZES SALOMON GEB. 1877 GEDEPORTEERD 1943 UIT MECHELEN VERMOORD 3.8.1943 AUSCHWITZ            | Voorstraat 1 Kaart (OSM) | Mozes Salomon (1877-1943)            |
|            | HIER WOONDE ALBERDINA VAN ZWANENBURG GEB. 1888 GEDEPORTEERD 1943 UIT MECHELEN VERMOORD 3.8.1943 AUSCHWITZ | Voorstraat 1 Kaart (OSM) | Alberdina van Zwanenburg (1888-1943) |

## Data van plaatsingen
- 4 juli 2013: Vianen, twee Stolpersteine op Voorstraat 1
- 19 februari 2015: Ameide, twee Stolpersteine op Voorstraat 2
- 1 mei 2018: Leerdam, twee Stolpersteine op Jeekelstraat 29, Oranje Nassaulaan 16